# سلتریون انترتینمنت
سلتریون اینترتینمنت (انگلیسی: Celltrion Entertainment) شرکت فیلم‌سازی کره‌ای است، که در سال ۲۰۱۲ توسط لی بئوم سو تأسیس شد.

## کار های تولیدی
فراری از چوسان 2013 (KBS2)
فراتر از ابرها 2014  (KBS2)
فردا با تو 2017 (tvn) 
سگ دیوانه 2017 (KBS2)
خلوت عاشقان 2017 (JTBC)
بی خانمان 2019  (SBS)
کشور من :عصر جدید 2019 (JTBC)
فراتر از شیطان 2021 (JTBC)
انعکاس تو 2021 (JTBC)
دکتر وکیل 2022 (MBC)
یک خانواده نمونه 2022 (Netflix)
امپراطوری 2022 (JTBC)

## هندرمندان قراردادی
جانگ یونگ چول (نویسنده بی خانمان و ملکه کی)
جونگ هیونگ مین (نویسنده گل نوکدو و افسانه سامبونگ)
یو بو را (نویسنده خلوت عاشقان و انعکاس تو)
هونگ سونگ هیون
لی جونگ ته
هوانگ جین یونگ (نویسنده دختر امپراطور )
پارک سوخو (نویسنده نقاب)
کیم جی یون 
اوه کا کیو
جانگ هونگ چول
لی جی هیون